# Бразилия на летних Олимпийских играх 2000
Бразилия принимала участие в Летних Олимпийских играх 2000 года в Сиднее (Австралия) в восемнадцатый раз за свою историю, и завоевала шесть бронзовых, шесть серебряных медалей. Сборная страны состояла из 198 спортсменов (106 мужчин, 92 женщины), принявших участие в соревнованиях по 24 видам спорта.

## Медалисты
| Медаль  | Спортсмен | Вид спорта       | Дисциплина                               |
| ------- | --- | ---------------- | ---------------------------------------- |
| Серебро | Висенти ди Лима Андре да Силва Эдсон Рибейру Клаудиней да Силва | Лёгкая атлетика  | Мужчины, эстафета 4×100 м                |
| Серебро | Тиагу Камилу | Дзюдо            | Мужчины, до 73 кг                        |
| Серебро | Карлус Онорату | Дзюдо            | Мужчины, до 90 кг                        |
| Серебро | Роберт Шейдт | Парусный спорт   | Класс «Лазер»                            |
| Серебро | Хозе Марку ди Мелу Рикарду Сантус | Пляжный волейбол | Мужчины                                  |
| Серебро | Адриана Беар Селда Беди | Пляжный волейбол | Женщины                                  |
| Бронза  | Клаудинья Элен Лус Адриана Сантос Адрианинья Лилиан Жанет Аркаин Зайне Марта Собраль Сильвия Лус Алессандра Оливейра Синтия дос Сантос Келли дос Сантос                                                   | Баскетбол        | Женщины                                  |
| Бронза  | Луис Фелипи ди Азеведу Андре Жоаннпетер Алвару ди Миранда Нету Родригу Пессоа | Конный спорт     | Конкур, командное первенство             |
| Бронза  | Марсело Феррейра Торбен Граэл | Парусный спорт   | Класс «Звёздный»                         |
| Бронза  | Фернанду Скерер Густаво Боржес Карлус Жайми Эдвалдо Силва | Плавание         | Мужчины, эстафета 4×100 м вольным стилем |
| Бронза  | Сандра Пирис Адриана Самуил | Пляжный волейбол | Женщины                                  |
| Бронза  | Элизанжела Оливейра Жанина Консейсао Ракел Силва Рикарда Лима Фофан (Элиа Рожериу ди Соза) Лейла Баррос Валевска Морейра ди Оливейра Вирна Дантас Диас Карин Родригес Кели Фрага Эрика Коимбра Катя Лопес | Волейбол         | Женщины                                  |

## Результаты соревнований

### Академическая гребля
В следующий раунд из каждого заезда проходили несколько лучших экипажей (в зависимости от дисциплины). В финал A выходили 6 сильнейших экипажей, остальные разыгрывали места в утешительных финалах B-D.
Мужчины
| Соревнование | Спортсмены       | Предварительный заезд | Предварительный заезд | Предварительный заезд | Отборочный заезд | Отборочный заезд | Отборочный заезд | Полуфинал     | Полуфинал     | Полуфинал     | Финал   | Финал   | Итоговое место |
| Соревнование | Спортсмены       | Заезд                 | Время                 | Место                 | Заезд            | Время            | Место            | Заезд         | Время         | Место         | Время   | Место   | Итоговое место |
| ------------ | ---------------- | --------------------- | --------------------- | --------------------- | ---------------- | ---------------- | ---------------- | ------------- | ------------- | ------------- | ------- | ------- | -------------- |
| одиночки     | Андерсон Ночетти | 1                     | 7:09,08               | 3                     | 4                | 7:22,13          | 3                | Полуфинал C/D | Полуфинал C/D | Полуфинал C/D | Финал C | Финал C | 13             |
| одиночки     | Андерсон Ночетти | 1                     | 7:09,08               | 3                     | 4                | 7:22,13          | 3                | 1             | 7:12,97       | 1             | 7:01,89 | 2       | 13             |

### Баскетбол

#### Женщины
Состав команды
| Женская сборная Бразилии по баскетболу | Женская сборная Бразилии по баскетболу | Женская сборная Бразилии по баскетболу | Женская сборная Бразилии по баскетболу | Женская сборная Бразилии по баскетболу | Женская сборная Бразилии по баскетболу | Женская сборная Бразилии по баскетболу | Женская сборная Бразилии по баскетболу | Женская сборная Бразилии по баскетболу |
| №                                      | Имя                                    | Дата рождения (возраст)                | Рост                                   | Клуб                                   | Игры                                   | Очки                                   | Подборы                                | Передачи                               |
| -------------------------------------- | -------------------------------------- | -------------------------------------- | -------------------------------------- | -------------------------------------- | -------------------------------------- | -------------------------------------- | -------------------------------------- | -------------------------------------- |
| 4                                      | Клаудинья                              | 17 февраля 1975 (25 лет)               | 1,70 м                                 | БС Осаско                              | 8                                      | 40                                     | 10                                     | 23                                     |
| 5                                      | Элен Лус                               | 11 апреля 1969 (31 год)                | 1,75 м                                 | Парана Баскет                          | 8                                      | 70                                     | 8                                      | 25                                     |
| 6                                      | Адриана Сантос                         | 18 января 1971 (29 лет)                | 1,80 м                                 | Унимед Сан-Паулу                       | 7                                      | 26                                     | 12                                     | 9                                      |
| 7                                      | Адрианинья                             | 6 декабря 1978 (21 год)                | 1,70 м                                 | Американа Сан-Паулу                    | 7                                      | 26                                     | 12                                     | 9                                      |
| 8                                      | Лилиан                                 | 23 ноября 1972 (27 лет)                | 1,86 м                                 | Аркор Сан-Андре                        | 1                                      | 0                                      | 1                                      | 1                                      |
| 9                                      | Жанет Аркаин                           | 11 апреля 1969 (31 год)                | 1,82 м                                 | Унимед Сан-Паулу                       | 8                                      | 164                                    | 46                                     | 21                                     |
| 10                                     | Зайне                                  | 17 декабря 1977 (22 года)              | 1,90 м                                 | БС Осаско                              | 1                                      | 0                                      | 1                                      | 0                                      |
| 11                                     | Марта Собраль                          | 23 марта 1964 (36 лет)                 | 1,90 м                                 | Сеара Паулинья                         | 8                                      | 164                                    | 46                                     | 21                                     |
| 12                                     | Сильвия Лус                            | 5 марта 1975 (25 лет)                  | 1,73 м                                 | Сеара Паулинья                         | 8                                      | 41                                     | 16                                     | 3                                      |
| 13                                     | Алессандра Оливейра                    | 2 декабря 1973 (26 лет)                | 2,00 м                                 | Пул Коменсе                            | 8                                      | 115                                    | 76                                     | 3                                      |
| 14                                     | Синтия дос Сантос                      | 31 января 1975 (25 лет)                | 1,95 м                                 | Унимед Сан-Паулу                       | 8                                      | 70                                     | 40                                     | 10                                     |
| 15                                     | Келли дос Сантос                       | 10 ноября 1979 (20 лет)                | 1,92 м                                 | Васко да Гама Сан-Паулу                | 6                                      | 17                                     | 24                                     | 0                                      |

Результаты
Группа A
| Место | Команда   | В | П | МЗ  | МП  | МР   | Очки |
| ----- | --------- | - | - | --- | --- | ---- | ---- |
| 1     | Австралия | 5 | 0 | 394 | 274 | +120 | 10   |
| 2     | Франция   | 4 | 1 | 338 | 287 | +51  | 9    |
| 3     | Бразилия  | 2 | 3 | 358 | 353 | +5   | 7    |
| 4     | Словакия  | 2 | 3 | 294 | 282 | +12  | 7    |
| 5     | Канада    | 2 | 3 | 313 | 317 | -4   | 7    |
| 6     | Сенегал   | 0 | 5 | 199 | 383 | -184 | 5    |

| 16 сентября 2000 11:30 | Отчёт | Бразилия                         | 76:60    | Словакия                           | Доум, Сидней Зрителей: 5330 |
| 16 сентября 2000 11:30 | Отчёт | Счёт по половинам: 35:28, 41:32. |          |                                    | Доум, Сидней Зрителей: 5330 |
| 16 сентября 2000 11:30 | Отчёт | Жанет Аркаин 24                  | Очки     | 22 Мартина Дьюрчи                  | Доум, Сидней Зрителей: 5330 |
| 16 сентября 2000 11:30 | Отчёт | Жанет Аркаин 7                   | Подборы  | 6 Мартина Годалёва, Алена Ковачова | Доум, Сидней Зрителей: 5330 |
| 16 сентября 2000 11:30 | Отчёт | Элен Лус 7                       | Передачи | 5 Славка Бучакова                  | Доум, Сидней Зрителей: 5330 |

| 18 сентября 2000 21:30 | Отчёт | Бразилия                         | 70:81    | Австралия                                       | Доум, Сидней Зрителей: 8337 |
| 18 сентября 2000 21:30 | Отчёт | Счёт по половинам: 36:39, 34:42. |          |                                                 | Доум, Сидней Зрителей: 8337 |
| 18 сентября 2000 21:30 | Отчёт | Жанет Аркаин 27                  | Очки     | 19 Лорен Джексон                                | Доум, Сидней Зрителей: 8337 |
| 18 сентября 2000 21:30 | Отчёт | Алессандра Оливейра 9            | Подборы  | 5 Кристи Харроуэр, Лорен Джексон, Мишель Броган | Доум, Сидней Зрителей: 8337 |
| 18 сентября 2000 21:30 | Отчёт | Клаудинья, Элен Лус 3            | Передачи | 3 Рэйчел Спорн                                  | Доум, Сидней Зрителей: 8337 |

| 20 сентября 2000 14:30 | Отчёт | Бразилия                         | 82:48    | Сенегал                                    | Доум, Сидней Зрителей: 8383 |
| 20 сентября 2000 14:30 | Отчёт | Счёт по половинам: 44:23, 38:25. |          |                                            | Доум, Сидней Зрителей: 8383 |
| 20 сентября 2000 14:30 | Отчёт | Элен Лус 21                      | Очки     | 16 Асту Н’Диайе                            | Доум, Сидней Зрителей: 8383 |
| 20 сентября 2000 14:30 | Отчёт | Алессандра Оливейра 11           | Подборы  | 7 Кумба Сиссе, Асту Н’Диайе, Мами Мбенге   | Доум, Сидней Зрителей: 8383 |
| 20 сентября 2000 14:30 | Отчёт | Жанет Аркаин 5                   | Передачи | 2 Кумба Сиссе, Адама Диакате, Асту Н’Диайе | Доум, Сидней Зрителей: 8383 |

| 22 сентября 2000 14:30 | Отчёт | Бразилия                                                    | 70:73 (OT) ОТ | Франция                             | Доум, Сидней Зрителей: 8297 |
| 22 сентября 2000 14:30 | Отчёт | Счёт по половинам: 29:31, 34:32. Дополнительное время: 7:10 |               |                                     | Доум, Сидней Зрителей: 8297 |
| 22 сентября 2000 14:30 | Отчёт | Жанет Аркаин 22                                             | Очки          | 18 Янник Сувре, Изабель Фияльковски | Доум, Сидней Зрителей: 8297 |
| 22 сентября 2000 14:30 | Отчёт | Алессандра Оливейра, Синтия дос Сантос 8                    | Подборы       | 7 Катерин Мелейн                    | Доум, Сидней Зрителей: 8297 |
| 22 сентября 2000 14:30 | Отчёт | Элен Лус 4                                                  | Передачи      | 5 Катерин Мелейн, Одри Соре         | Доум, Сидней Зрителей: 8297 |

| 24 сентября 2000 21:30 | Отчёт | Бразилия                         | 60:61    | Канада                                      | Доум, Сидней Зрителей: 8471 |
| 24 сентября 2000 21:30 | Отчёт | Счёт по половинам: 31:28, 29:33. |          |                                             | Доум, Сидней Зрителей: 8471 |
| 24 сентября 2000 21:30 | Отчёт | Жанет Аркаин 19                  | Очки     | 16 Стейси Дейлз                             | Доум, Сидней Зрителей: 8471 |
| 24 сентября 2000 21:30 | Отчёт | Келли дос Сантос 7               | Подборы  | 10 Стейси Дейлз                             | Доум, Сидней Зрителей: 8471 |
| 24 сентября 2000 21:30 | Отчёт | Клаудинья 5                      | Передачи | 3 Мишель Карпей, Каролин Бушар, Келли Бушер | Доум, Сидней Зрителей: 8471 |

1/4 финала
| 27 сентября 2000 17:00 | Отчёт | Бразилия                         | 68:67    | Россия               | Доум, Сидней Зрителей: 14 381 |
| 27 сентября 2000 17:00 | Отчёт | Счёт по половинам: 38:39, 30:28. |          |                      | Доум, Сидней Зрителей: 14 381 |
| 27 сентября 2000 17:00 | Отчёт | Алессандра Оливейра 17           | Очки     | 18 Елена Пшикова     | Доум, Сидней Зрителей: 14 381 |
| 27 сентября 2000 17:00 | Отчёт | Жанет Аркаин 9                   | Подборы  | 6 Наталья Засульская | Доум, Сидней Зрителей: 14 381 |
| 27 сентября 2000 17:00 | Отчёт | Клаудинья, Элен Лус 4            | Передачи | 5 Анна Архипова      | Доум, Сидней Зрителей: 14 381 |

1/2 финала
| 29 сентября 2000 14:30 | Отчёт | Бразилия                         | 52:64    | Австралия                          | Доум, Сидней Зрителей: 14 700 |
| 29 сентября 2000 14:30 | Отчёт | Счёт по половинам: 27:36, 25:28. |          |                                    | Доум, Сидней Зрителей: 14 700 |
| 29 сентября 2000 14:30 | Отчёт | Жанет Аркаин 21                  | Очки     | 16 Сандра Бронделло, Лорен Джексон | Доум, Сидней Зрителей: 14 700 |
| 29 сентября 2000 14:30 | Отчёт | Алессандра Оливейра 14           | Подборы  | 9 Лорен Джексон                    | Доум, Сидней Зрителей: 14 700 |
| 29 сентября 2000 14:30 | Отчёт | Жанет Аркаин 4                   | Передачи | 4 Кристи Харроуэр, Мишель Броган   | Доум, Сидней Зрителей: 14 700 |

Матч за 3-е место
| 30 сентября 2000 18:00 | Отчёт | Бразилия                                                    | 84:73 (OT) ОТ | Республика Корея           | Доум, Сидней |
| 30 сентября 2000 18:00 | Отчёт | Счёт по половинам: 30:34, 35:31. Дополнительное время: 19:8 |               |                            | Доум, Сидней |
| 30 сентября 2000 18:00 | Отчёт | Жанет Аркаин 28                                             | Очки          | 23 Чжон Сун Мин            | Доум, Сидней |
| 30 сентября 2000 18:00 | Отчёт | Алессандра Оливейра 16                                      | Подборы       | 5 Чжон Сун Мин, Ян Джон Ок | Доум, Сидней |
| 30 сентября 2000 18:00 | Отчёт | Адриана Сантос 4                                            | Передачи      | 6 Чэнь Чжу Вён             | Доум, Сидней |

Итог: -е место

### Дзюдо
Спортсменов — 7
Соревнования по дзюдо проводились по системе на выбывание. В утешительные раунды попадали спортсмены, проигравшие полуфиналистам турнира. Два спортсмена, одержавших победу в утешительном раунде, в поединке за бронзу сражались с проигравшими в полуфинале.
Мужчины
| Спортсмен        | Категория | 1/32 финала        | 1/16 финала                               | 1/8 финала                                  | Четвертьфиналы     | Полуфиналы         | Первый доп. раунд                     | Утешительный четвертьфинал                 | Утешительный полуфинал | За 3 место Финал   | Место |
| Спортсмен        | Категория | Соперник Результат | Соперник Результат                        | Соперник Результат                          | Соперник Результат | Соперник Результат | Соперник Результат                    | Соперник Результат                         | Соперник Результат     | Соперник Результат | Место |
| ---------------- | --------- | ------------------ | ----------------------------------------- | ------------------------------------------- | ------------------ | ------------------ | ------------------------------------- | ------------------------------------------ | ---------------------- | ------------------ | ----- |
| Энрике Гимарайнш | до 66 кг  |                    | Габриэль Бенгтссон (SWE) поб. 1000 — 0011 | Джироламо Джовинаццо (ITA) пор. 0000 — 1000 | Не прошёл          | Не прошёл          | Мелвин Асеведо (PUR) поб. 0011 — 0000 | Георгий Вазагашвили (GEO) пор. 0000 — 1010 | Не прошёл              | Не прошёл          | 9     |

| Соревнование | Спортсмены        | Первый раунд       | Второй раунд                   | 1/8 финала                   | Четвертьфинал                  | Полуфинал                       | Финал                            | Место |
| Соревнование | Спортсмены        | Соперник Результат | Соперник Результат             | Соперник Результат           | Соперник Результат             | Соперник Результат              | Соперник Результат               | Место |
| ------------ | ----------------- | ------------------ | ------------------------------ | ---------------------------- | ------------------------------ | ------------------------------- | -------------------------------- | ----- |
| до 60 кг     | Денилсон Лоуренсу | Не участвовал      | Н. Багиров (BLR) П 0100 — 0101 | Завершил выступление         | Завершил выступление           | Завершил выступление            | Завершил выступление             | —     |
| до 73 кг     | Тиагу Камилу      | Не участвовал      | Ж. Оффер (ISR) В 1010 — 0100   | Н. Ягуби (ALG) В 1110 — 0010 | М. Алмейда (POR) В 0101 — 0101 | Чхой Ён Син (KOR) В 1000 — 0001 | Д. Маддалони (ITA) П 0000 — 1002 | 2     |
| до 81 кг     | Марсель Аражан    | Не участвовал      | Г. Артеага (CUB) П 0000 — 0010 | Завершил выступление         | Завершил выступление           | Завершил выступление            | Завершил выступление             | —     |

Женщины
| Соревнование | Спортсмены      | Первый раунд                    | 1/8 финала                         | Четвертьфинал                     | Полуфинал                          | Финал                 | Место |
| Соревнование | Спортсмены      | Соперник Результат              | Соперник Результат                 | Соперник Результат                | Соперник Результат                 | Соперник Результат    | Место |
| ------------ | --------------- | ------------------------------- | ---------------------------------- | --------------------------------- | ---------------------------------- | --------------------- | ----- |
| до 48 кг     | Мариана Мартинс | Не участвовала                  | А.-М. Граданте (GER) П 0010 — 0011 | Утешительный турнир               | Завершила выступление              | Завершила выступление | 9     |
| до 48 кг     | Мариана Мартинс | Не участвовала                  | А.-М. Граданте (GER) П 0010 — 0011 | Анн Симон (BEL) П 0000 — 0010     | Завершила выступление              | Завершила выступление | 9     |
| до 57 кг     | Таня Феррейра   | М. Бакингем (CAN) В 0100 — 0001 | Цзюнь Шэнь (CHN) П 0000 — 1000     | Утешительный турнир               | Завершила выступление              | Завершила выступление | 9     |
| до 57 кг     | Таня Феррейра   | М. Бакингем (CAN) В 0100 — 0001 | Цзюнь Шэнь (CHN) П 0000 — 1000     | Ч. Кавадзутти (ITA) П 0010 — 0010 | Завершила выступление              | Завершила выступление | 9     |
| до 63 кг     | Вания Исии      | Д. Вризема (NED) В 1000 — 0000  | С. Альварес (ESP) В 1001 — 0010    | Д. Галь (ITA) П 0000 — 0010       | Завершила выступление              | Завершила выступление | 7     |
| до 63 кг     | Вания Исии      | Д. Вризема (NED) В 1000 — 0000  | С. Альварес (ESP) В 1001 — 0010    | Утешительный турнир               |                                    |                       | 7     |
| до 63 кг     | Вания Исии      | Д. Вризема (NED) В 1000 — 0000  | С. Альварес (ESP) В 1001 — 0010    | А. Сараева (RUS) В 1011 — 0000    | Г. Вандекавейе (BEL) П 0000 — 1000 | Завершила выступление | 7     |

### Плавание
Спортсменов — 10
В следующий раунд на каждой дистанции проходили лучшие спортсмены по времени, независимо от места занятого в своём заплыве.
Мужчины
| Спортсмен                                                      | Соревнование          | Предварительные заплывы | Предварительные заплывы | Полуфиналы | Полуфиналы | Финал     | Финал     |
| Спортсмен                                                      | Соревнование          | Результат               | Место                   | Результат  | Место      | Результат | Место     |
| -------------------------------------------------------------- | --------------------- | ----------------------- | ----------------------- | ---------- | ---------- | --------- | --------- |
| Родригу Кастру                                                 | 400 м вольный стиль   | 1:53,65                 | 33                      |            |            | Не прошёл | Не прошёл |
| Луиз Лима                                                      | 400 м вольный стиль   | 3:53,87                 | 17                      |            |            | Не прошёл | Не прошёл |
| Алешандре Нету                                                 | 100 м на спине        | 55,58                   | 10                      | 56,07      | 13         | Не прошёл | Не прошёл |
| Рожериу Ромеру                                                 | 100 м на спине        | 56,44                   | 23                      | Не прошёл  | Не прошёл  | Не прошёл | Не прошёл |
| Эдуарду Фишер                                                  | 100 м брасс           | 1:03,72                 | 31                      | Не прошёл  | Не прошёл  | Не прошёл | Не прошёл |
| Фернандо Шерер Густаво Боржес Карлос Жайме Эдвалдо Сьело Фильо | 4х100 м вольный стиль | 3:19,29                 | 5                       |            |            | 3:17,40   |           |

Женщины
| Спортсменка    | Соревнование      | Предварительные заплывы | Предварительные заплывы | Полуфиналы | Полуфиналы | Финал     | Финал     |
| Спортсменка    | Соревнование      | Результат               | Место                   | Результат  | Место      | Результат | Место     |
| -------------- | ----------------- | ----------------------- | ----------------------- | ---------- | ---------- | --------- | --------- |
| Фабиола Молина | 100 м баттерфляем | 1:02,77                 | 36                      | Не прошла  | Не прошла  | Не прошла | Не прошла |
| Фабиола Молина | 100 м на спине    | 1:03,68                 | 24                      | Не прошла  | Не прошла  | Не прошла | Не прошла |

### Прыжки в воду
Спортсменов — 2
В индивидуальных прыжках в предварительных раундах складывались результаты квалификации и полуфинальных прыжков. По их результатам в финал проходило 12 спортсменов. В финале они начинали с результатами полуфинальных прыжков.
Мужчины
| Спортсмен     | Соревнование | Квалификация | Квалификация | Полуфинал | Полуфинал | Всего     | Финал     | Финал     | Всего  | Место |
| Спортсмен     | Соревнование | Очков        | Место        | Очков     | Место     | Всего     | Очков     | Место     | Всего  | Место |
| ------------- | ------------ | ------------ | ------------ | --------- | --------- | --------- | --------- | --------- | ------ | ----- |
| Кассиус Дюран | трамплин     | 382,08       | 14           | 216,06    | 13        | 598,14    | Не прошёл | Не прошёл | 598,14 | 14    |
| Кассиус Дюран | вышка        | 331,86       | 28           | Не прошёл | Не прошёл | Не прошёл | Не прошёл | Не прошёл | 331,86 | 28    |

Женщины
| Спортсмен      | Соревнование | Квалификация | Квалификация | Полуфинал | Полуфинал | Всего     | Финал     | Финал     | Всего  | Место |
| Спортсмен      | Соревнование | Очков        | Место        | Очков     | Место     | Всего     | Очков     | Место     | Всего  | Место |
| -------------- | ------------ | ------------ | ------------ | --------- | --------- | --------- | --------- | --------- | ------ | ----- |
| Жулиана Велозу | трамплин     | 220,62       | 35           | Не прошла | Не прошла | Не прошла | Не прошла | Не прошла | 220,62 | 35    |
| Жулиана Велозу | вышка        | 266,04       | 19           | Не прошёл | Не прошёл | Не прошёл | Не прошёл | Не прошёл | 266,04 | 19    |

### Триатлон
Спортсменов — 6
Триатлон дебютировал в программе летних Олимпийских игр. Соревнования состояли из 3 этапов — плавание (1,5 км), велоспорт (40 км), бег (10 км).
Мужчины
| Спортсмен         | Соревнование      | Плавание | Велоспорт | Бег      | Итоговое время | Место | Отставание |
| ----------------- | ----------------- | -------- | --------- | -------- | -------------- | ----- | ---------- |
| Леандру Маседу    | личное первенство | 18:46,09 | 58:40,20  | 32:24,40 | 1:49:50,69     | 14    | +01:26,67  |
| Жураси Морейра    | личное первенство | 18:49,49 | 58:45,41  | 33:09,89 | 1:50:44,79     | 22    | +02:20,77  |
| Арманду Барселлос | личное первенство | 18:45,89 | 58:51,90  | 36:04,84 | 1:53:42,63     | 39    | +05:18,61  |

Женщины
| Спортсмен      | Соревнование      | Плавание | Велоспорт  | Бег      | Итоговое время | Место | Отставание |
| -------------- | ----------------- | -------- | ---------- | -------- | -------------- | ----- | ---------- |
| Сандра Солдан  | личное первенство | 19:45,28 | 1:05:41,10 | 37:53,48 | 2:03:19,86     | 11    | +02:39,34  |
| Марианна Охата | личное первенство | 20:34,28 | DNF        | DNF      | DNF            | —     | —          |
| Карла Морену   | личное первенство | 20:36,29 | DNF        | DNF      | DNF            | —     | —          |